# Luís de Araújo (dramaturgo)
Luís António de Araújo Júnior, mais conhecido por Luís de Araújo (Portalegre, 5 de abril de 1833 — Lisboa, 1906) foi um dramaturgo e poeta português.

## Biografia
Foi um dramaturgo muito popular no século XIX. Estreou-se no Teatro Gymnasio com a comédia Por causa de um algarismo, em que obteve grande êxito. Escreveu inúmeras peças, tendo algumas um sucesso extraordinário. São as seguintes: Intrigas no bairro, Dois dias no Campo Grande, Amanhã vou pedi-la, Na casa da guarda, O sr. João e a Sr.ª Helena, Ciúmes, amores e cozinha, Campanha eleitoral, Novas intrigas, O meu casamento, Não se casem assim, Abaixo as décimas, O imperador das Arábias, Um casamento em Fanhões, A moléstia de pelle e o Sr. Rainunculo, Antes de subir o panno, As pegas dos touros, etc.